# Prezydenci Korei Południowej
Prezydent Republiki Korei (대한민국 대통령; Daehanminguk daetongnyeong)

## Chronologiczna lista

### Republika Korei (od 1948)
| Osoba                                          | Osoba              | Osoba                                                   | Kadencja                                           | Kadencja             | Partia polityczna                                                                        |
| Nr                                             | Portret            | Imię i nazwisko                                         | Od                                                 | Do                   | Partia polityczna                                                                        |
| Pierwsza Republika                             | Pierwsza Republika | Pierwsza Republika                                      | Pierwsza Republika                                 | Pierwsza Republika   | Pierwsza Republika                                                                       |
| ---------------------------------------------- | ------------------ | ------------------------------------------------------- | -------------------------------------------------- | -------------------- | ---------------------------------------------------------------------------------------- |
| 1                                              |                    | Rhee Syng-man 이승만 (1875–1965)                        | 24 lipca 1948                                      | 26 kwietnia 1960     | NARRKI (1948–1951) Partia Liberalna (od 1951)                                            |
| —                                              |                    | Ho Chong (p.o.) 허정 (1896–1988)                        | 27 kwietnia 1960                                   | 15 czerwca 1960      | niezależny                                                                               |
| Druga Republika                                |                    |                                                         |                                                    |                      |                                                                                          |
| —                                              |                    | Kwak Sang-hoon (p.o.) 곽상훈 (1896–1980)                | 16 czerwca 1960                                    | 23 czerwca 1960      | Partia Demokratyczna                                                                     |
| —                                              |                    | Ho Chong (p.o.) 허정 (1896–1988)                        | 23 czerwca 1960                                    | 7 sierpnia 1960      | niezależny                                                                               |
| —                                              |                    | Baek Nak-jun 백낙준 (1895–1985)                         | 8 sierpnia 1960                                    | 12 sierpnia 1960     | niezależny                                                                               |
| 2                                              |                    | Yun Bo-seon 윤보선 (1897–1990)                          | 12 sierpnia 1960                                   | 24 marca 1962        | Partia Demokratyczna (1960–1962) Nowa Partia Demokratyczna (od 1962)                     |
| Przewodniczący Naczelnej Rady Odnowy Narodowej |                    |                                                         |                                                    |                      |                                                                                          |
| —                                              |                    | Park Chung-hee (p.o.) 박정희 (1917–1979)                | 24 marca 1962                                      | 17 grudnia 1963      | wojskowy                                                                                 |
| Trzecia Republika                              |                    |                                                         |                                                    |                      |                                                                                          |
| 3                                              |                    | Park Chung-hee 박정희 (1917–1979)                       | 17 grudnia 1963                                    | 26 grudnia 1972      | Republikańska Partia Demokratyczna                                                       |
| Czwarta Republika                              |                    |                                                         |                                                    |                      |                                                                                          |
| (3)                                            |                    | Park Chung-hee 박정희 (1917–1979)                       | 27 grudnia 1972                                    | 26 października 1979 | Republikańska Partia Demokratyczna                                                       |
| 4                                              |                    | Choi Kyu-hah 최규하 (1919–2006)                         | 26 października 1979 (do 6 grudnia 1979 jako p.o.) | 16 sierpnia 1980     | niezależny                                                                               |
| —                                              |                    | Park Choong-hoon (p.o.) 박충훈 (1919–2001) (tymczasowo) | 16 sierpnia 1980                                   | 31 sierpnia 1980     | Republikańska Partia Demokratyczna                                                       |
| 5                                              |                    | Chun Doo-hwan 전두환 (1931–2021)                        | 1 września 1980                                    | 24 lutego 1981       | wojskowy                                                                                 |
| Piąta Republika                                |                    |                                                         |                                                    |                      |                                                                                          |
| (5)                                            |                    | Chun Doo-hwan 전두환 (1931–2021)                        | 25 lutego 1981                                     | 24 lutego 1988       | Demokratyczna Partia Sprawiedliwości                                                     |
| Szósta Republika                               |                    |                                                         |                                                    |                      |                                                                                          |
| 6                                              |                    | Roh Tae-woo 노태우 (1932–2021)                          | 25 lutego 1988                                     | 24 lutego 1993       | Demokratyczna Partia Sprawiedliwości                                                     |
| 7                                              |                    | Kim Young-sam 김영삼 (1927–2015)                        | 25 lutego 1993                                     | 24 lutego 1998       | Demokratyczna Partia Liberalna (1993–1995) Nowa Partia Korei (1995–1997)                 |
| 8                                              |                    | Kim Dae-jung 김대중 (1924–2009)                         | 25 lutego 1998                                     | 24 lutego 2003       | Narodowy Kongres dla Nowej Polityki (1998–2000) Milenijna Partia Demokratyczna (od 2000) |
| 9                                              |                    | Roh Moo-hyun 노무현 (1946–2009)                         | 25 lutego 2003                                     | 24 lutego 2008       | Milenijna Partia Demokratyczna (2003) Partia Uri                                         |
| 10                                             |                    | Lee Myung-bak 이명박 (1941–)                            | 25 lutego 2008                                     | 24 lutego 2013       | Wielka Partia Narodowa (2008–2012) Saenuri (od 2012)                                     |
| 11                                             |                    | Park Geun-hye 박근혜 (1952–)                            | 25 lutego 2013                                     | 10 marca 2017        | Saenuri                                                                                  |
| —                                              |                    | Hwang Kyo-ahn (p.o.) 황교안 (1957–)                     | 9 grudnia 2016                                     | 10 maja 2017         | niezależny                                                                               |
| 12                                             |                    | Mun Jae-in 문재인 (1953–)                               | 10 maja 2017                                       | 10 maja 2022         | Partia Demokratyczna                                                                     |
| 13                                             |                    | Yoon Suk-yeol 윤석열 (1960–)                            | 10 maja 2022                                       | 4 kwietnia 2025      | Partia Władzy Ludowej                                                                    |
| —                                              |                    | Han Duck-soo (p.o.) 한덕수 (1949–)                      | 14 grudnia 2024                                    | 27 grudnia 2024      | niezależny                                                                               |
| —                                              |                    | Choi Sang-mok (p.o.) 최상목 (1963–)                     | 27 grudnia 2024                                    | 24 marca 2025        | niezależny                                                                               |
| —                                              |                    | Han Duck-soo (p.o.) 한덕수 (1949–)                      | 24 marca 2025                                      | 1 maja 2025          | niezależny                                                                               |
| —                                              |                    | Lee Ju-ho (p.o.) 이주호 (1961–)                         | 2 maja 2025                                        | 4 czerwca 2025       | niezależny                                                                               |
| 14                                             |                    | Lee Jae-myung 이재명 (1963–)                            | 4 czerwca 2025                                     | pełni funkcję        | Partia Demokratyczna                                                                     |